# Sjundeå kommunvapen

Sjundeå kommunvapen.

Sjundeå kommunvapen är det heraldiska vapnet för Sjundeå i det finländska landskapet Nyland. Vapnet ritades av A.W. Rancken och fastställdes 22 april 1950. Motivet är en nyckel mellan två vågbjälkar. Färgsättningen och vågbjälkarna är hämtade från Nylands landskapsvapen. Nyckeln är S:t Petri nyckel, syftande på att S:t Petrus är skyddshelgon för Sjundeås medeltida stenkyrka.
Blasoneringen är: "I blått fält en bjälkvis ställd nyckel av guld med kors i axet och handfästet utformat till ett fyrpass, mellan två av vågskuror bildade bjälkar av silver".